# Pavel Annenkov
Pavel Vasiljevitj Annenkov (ryska: Павел Васильевич Анненков), född 1 juli (gamla stilen: 19 juni) 1813 i Moskva, död 20 mars (gamla stilen: 8 mars) 1887 i Dresden, var en rysk litteraturkritiker.
Annenkov gjorde långvariga resor i utlandet och vistades där de tjugo sista åren av sitt liv. Han tillhörde den rent estetiska skolan av kritiker, vilken uppträdde på 1850-60-talet. Hans mest betydande arbete, Hågkomster och kritiska skisser (i tre band, 1877-81), lämnar upplysande bidrag till studiet av den ryska litteraturen under 1800-talet. Han utgav även den första kritiska upplagan av Aleksandr Pusjkins diktverk (i sju band, 1854-57).